# Caprera (Montevideo)
Caprera ist ein mittlerweile in Pocitos aufgegangenes Barrio von Montevideo.
Das montevideanische Stadtviertel Caprera wurde am 25. März 1879 durch Florencio Escardó gegründet. Im "Plano General del Pueblo de los Pocitos" wurde sodann 1888 Caprera ebenso wie die zwischen dem Arroyo Pocitos Grande und Arroyo Pocitos Chico gelegenen Barrios Víctor Manuel, Fortuna und Artigas mit in das Barrio Pocitos einbezogen.